# Strumień zapachowy
Strumień zapachowy (inaczej "emisja zapachowa") - iloczyn strumienia objętości (v [m3/s]) przez stężenie zapachowe (cod [ouE/m 3]). Zgodnie z PN-EN 13725 strumień zapachowy oznaczamy jako qod [ouE/s]. Emisję oblicza się również jako iloczyn wskaźnika emisji zapachowej (np. ouE/kg produktu) przez odpowiednio wyrażoną wielkość produkcji (np. kg/s)

.